# Maisonnais
Maisonnais är en kommun i departementet Cher i regionen Centre-Val de Loire i de centrala delarna av Frankrike. Kommunen ligger  i kantonen Le Châtelet som tillhör arrondissementet Saint-Amand-Montrond. År 2022 hade Maisonnais 228 invånare.

## Befolkningsutveckling
Antalet invånare i kommunen Maisonnais
Referens:INSEE